# Poestenkill (hrabstwo Rensselaer)
Poestenkill – jednostka osadnicza w Stanach Zjednoczonych, w stanie Nowy Jork, w hrabstwie Rensselaer.